# ジョニー・エック

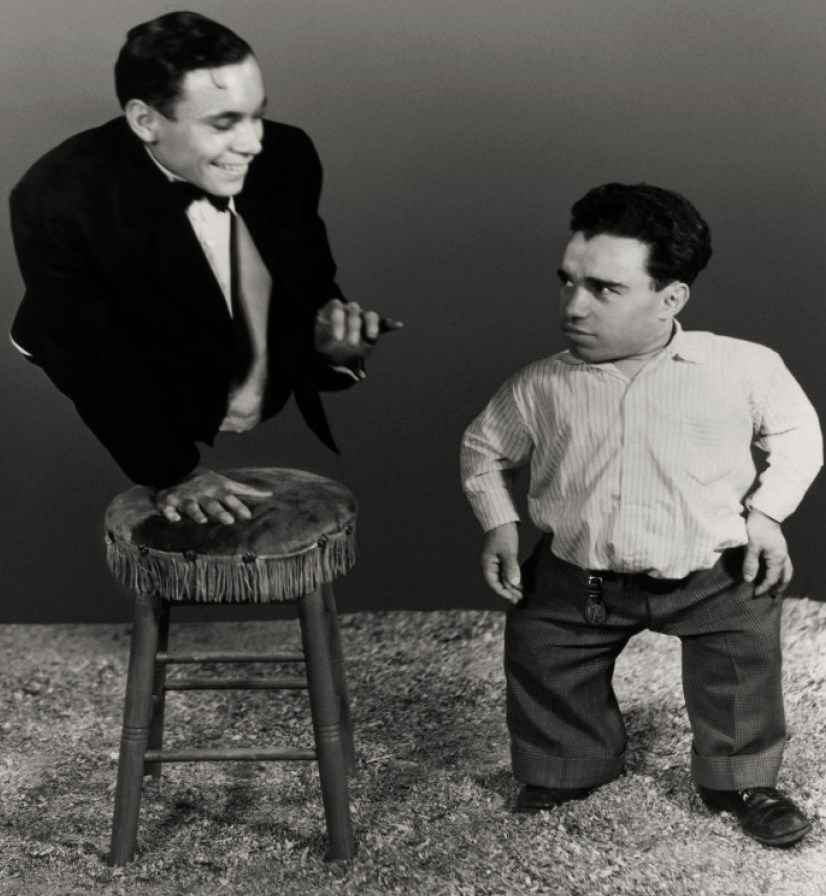
ジョニー・エック（左）

ジョニー・エック（Johnny Eck、1911年8月11日 - 1991年1月5日）は、アメリカ合衆国の興行師、芸術家。生来から下半身のない重度障害者。奇形者や障害者を題材とした映画『フリークス』の出演などで知られる。
本名はジョン・エックハート・ジュニア（John Eckhardt, Jr.）。

## 来歴
アメリカのメリーランド州ボルチモアに産まれる。一卵性双生児だが兄ロバートは健常者で、弟のジョニーのみが下半身を欠いていた。出生時、産婦は悲鳴を上げて失神し、助産師は「ああ! ああ! 壊れた人形だ!」と叫んだという。
エックは10歳のとき、兄と共に奇術師の助手として人体切断の奇術を演じた。サクラとして観客席に紛れていた兄が、奇術師に指名されて舞台に立ち、奇術師は彼を箱に入れて真っ二つに切断してみせるのだが、舞台上では兄弟が密かに入れ替わっており、エックが切断された上半身のみの姿として腕だけで舞台上を走り去るという演出である。この舞台では観客席はパニック状態に陥り、失神して倒れる客すらいたという。
後にエックは独立して見世物小屋を巡業する小屋主となり、自らお手玉や空中ブランコなどの曲芸を披露した。これが映画監督のトッド・ブラウニングの目に留まり、1932年、映画『フリークス』への出演を果たした。この映画は見世物小屋を舞台としており、当時の全米の見世物巡業で人気を博していた本物の奇形者や障害者が多く出演していたが、中でもエックはブラウニングに最も好かれていた。これにはブラウニングが事故で脚を骨折して以来、映画製作においては下半身のない障害者、事故で下半身不随となる人物など、下半身に強く執着していたという事情があり、ブラウニングはエックに「席か椅子が空いていたら、そこに座るのはきみだ。きみだけが撮影中わたしの隣に座るんだ」と語った。こうした事情から、後年には本作に出演した多くの奇形者が出演を恥じたにもかかわらず、エックのみが本作を好意的に回想していた。
同年にはジョニー・ワイズミュラーの監督による映画『類猿人ターザン』に出演。同作では「幻の鳥」の役として着ぐるみをかぶり、両腕を鳥の脚に見立てて演じた。その後は映画業界にはかかわることはなく、再び見世物稼業へと戻った。
晩年は故郷のボルチモアで芸術家として功名を得たものの、1987年に強盗被害に遭って以来、すっかり人間嫌いになったという。1991年1月5日に睡眠中の心臓発作により死去、没年齢79歳。1995年に亡くなった兄ロバートと共にボルチモアのグリーンマウント墓地に埋葬されている。